# Dan Gosling
Daniel 'Dan' Gosling (Brixham, 2 februari 1990) is een Engels voetballer die doorgaans als rechtermiddenvelder speelt. Hij verruilde AFC Bournemouth in januari 2021 voor Watford.

## Clubcarrière
Gosling verliet Brixham United, de club uit zijn geboortestad, op 13-jarige leeftijd voor Plymouth Argyle. Op 16-jarige leeftijd debuteerde hij voor die club in de Championship tegen Hull City. In twee seizoenen speelde hij 22 competitiewedstrijden voor Plymouth Argyle. Op 6 juli 2010 verliet hij de club door middel van het Bosman-arrest voor Everton. Met Everton stond hij op 30 mei 2009 (als invaller) in de finale van de strijd om de FA Cup. Daarin verloor de ploeg van trainer-coach David Moyes met 2-1 van Chelsea door goals van Didier Drogba en Frank Lampard.
In twee seizoenen speelde hij 22 competitiewedstrijden voor The Toffees, waarin hij viermaal tot scoren kwam. In juli 2010 tekende hij als transfervrije speler een vierjarig contract bij Newcastle United. Op 16 januari 2011 debuteerde hij voor Newcastle in de derby tegen Sunderland. In die wedstrijd blesseerde hij zichzelf aan zijn knie waardoor zijn seizoen meteen voorbij was. Op 19 november 2011 maakte hij zijn eerste doelpunt voor The Magpies tegen Manchester City. Daarmee werd hij de 100e unieke speler die scoorde voor Newcastle in de Premier League. Op 10 december 2011 werd hij van het veld gestuurd na een tackle met twee voeten vooruit op Norwich City-verdediger Russell Martin. Op 8 oktober 2012 blesseerde hij zich opnieuw aan diezelfde knie waardoor hij maanden niet inzetbaar was.

## In opspraak
De Engelse voetbalbond (FA) legde Gosling in 2014 een boete van dertigduizend pond op voor het schenden van de regelgeving ten aanzien van het gokken van spelers op wedstrijden uit de eigen competitie. Hij maakte zich er schuldig aan tijdens de revalidatie van zijn knieblessure.

## Interlandcarrière
Gosling speelde acht wedstrijden voor Engeland –19, waarin hij een doelpunt maakte tegen Oekraïne –21. Daarna speelde hij ook voor Engeland –21.

## Erelijst
| Kampioen Championship | 1x | 2014/15 |

1 Bachmann ·
2 Ngakia ·
3 Sierralta ·
5 Porteous ·
6 Pollock ·
7 Ince ·
8 Tsjakvetadze ·
10 Louza ·
11 Vata ·
12 Sema ·
13 Almeida ·
14 Dwomoh ·
15 Tikvić ·
16 Keben ·
17 Sissoko  ·
18 Jebbison ·
19 Bayo ·
20 Doumbia ·
21 Ogbonna ·
22 Morris ·
23 Bond ·
24 Dele-Bashiru ·
34 Baah ·
36 Ebosele ·
37 Larouci ·
39 Kayembe ·
45 Andrews ·
Coach: Cleverley